# Det femte väderstrecket
Det femte väderstrecket är en svensk TV-serie med Nic Schröder i huvudrollen och som gick i Hej hej sommar 2008.

## Handling
Nic letar efter ett instrument som kan visa vägen till det femte väderstrecket som följeslagare har han ornitologen Love Ostberg (Niklas Backåberg). Övriga minnesvärda karaktärer är Rövarna - fyra stjärtar som kräver Nic på toapapper, den förvirrade vetenskapskvinnan (Mette Nordentoft), mobbandeskogen - en granskog som mobbar alla som går förbi samt Sten och Inge - två stand-up-stenar från Göteborg.